# Vitiligo
Vitiligo je stanje koje uzrokuje depigmentaciju na dijelovima kože. Očituje se kada melanociti, stanice koje su odgovorne za pigmentaciju kože, odumru ili postanu nestabilne za funkcioniranje. Uzrok vitiliga je nepoznat, ali istraživanja ukazuju na moguće podrijetlo iz autoimunih, genetskih, neuralnih, viralnih uzroka ili pak od oksidativnog stresa. Incidencija u svijetu je manja od 1%. Najčešći oblik je nesegmentalni vitiligo, koji ima obilježje da se pojavljuje u simetričnim obrascima, ponekad preko velikih dijelova tijela. 

## Znakovi i simptomi
Najistaknutiji simptom vitiliga je depigmentacija dijelova kože koji se pojavljuju na ekstremitetima.  Iako su dijelovi u početku maleni, često se povećaju i promjene svoj oblik. Kada se kožne lezije očituju, najistaknutije su na licu, rukama i zglobovima. Depigmentacija je djelomično zapažena oko tjelesnih otvora, poput usta, očiju, nozdrva, gentalija i pupka. Neke lezije imaju hiperpigmentaciju oko rubova. Pacijenti koji su stigmatizirani svojim stanjem mogu isto tako osjetiti  depresiju ili slične poremećaje raspoloženja.

## Liječenje
Postoje brojne vrste tretmana za liječenje vitiliga. Mogućnosti liječenja obično spadaju u četiri grupe:

### UVB fototerapija
Izlaganje kože na UVB svijetlo iz UVB lampi je najčešća vrsta liječenja vitiliga. Tretman može biti proveden u kući s kućnom UVB lampom ili pak u ambulanti. U slučaju da su promjene malene potrebna je manja lampa. Tretman može trajati nekoliko tjedana ako su promjene na vratu ili na licu ili pak ako traju dulje od 3 godine. Ako su promjene na rukama ili nogama i traju dulje od tri godine, potrebno liječenje može trajati i nekoliko mjeseci. U ambulanti se tretmani vrše 2-3 puta na tjedan, a u kući svaki dan, što čini kućno liječenje još učinkovitijim. Ako su promjene na velikim dijelovima tijela, potreban je kompletan tretman za tijelo u ambulanti ili bolnici. Istovremeno se koriste uskopojasne i širokopojasne UVB lampe. Međutim, ovi tretmani su nepouzdani u najboljem slučaju.[nedostaje izvor] Još uvijek ne postoji tretman koji potpuno repigmentira kožu. Dodavanjem psoralena, fotosenzitizatora koji pojačava učinak UV svijetla, može se pripomoć u djelomičnoj repigmentaciji.
Istraživanja su pokazala da imunomodulatorne kreme poput Protopic i Elidel također uzrokuju repigmentaciju u nekim slučajevima kada se kombiniraju s UVB uskopojasnim tretmanom. Izvješće iz 1997 sugerira da kombiniranje dodataka vitamina B12 i folne kiseline s izlaganjem suncu uzrokuje repigmentaciju u 52% slučajeva.

### PUVA fototerapija
Tretmani s ultravioletnim (UVA) svijetlom se normalo vrše u hospitaliziranim centrima. Psoraleni i tretman s ultravioletnim A svijetlom (PUVA) uključuje uzimanje lijeka koji povisuje kožnu senzitivnost na ultravioletno svijetlo. Koža je tada izložena visokim dozama ultravioletnog A svijetla. Tretman je potrebno raditi dvaput na tjedan kroz 6-12 mjeseci ili čak dulje. Zbog visokih doza UVA i psoralena, PUVA može uzrokovati nuspojave poput sunčanih opekotina ili kožnih pjegica.
Uskopojasna ultravioletna B (UVB) fototerapija se sada mnogo češće koristi od PUVA-e zbog manje učestalih nuspojava i kožnih oštećenja. Poput PUVA-e, tretman se vrši dvaput tjedno u bolnici ili svaki dan doma, i ne postoji potreba za korištenjem psoralena.

### Transplantacija melanocita
U listopadu 1992, publicirano je znanstveno izvješće o uspješnoj transplantaciji melanocita na područja zahvaćena vitiligom s efektivnom repigmentacijom područja. U proceduru je uključeno uzimanje tankog sloja pigmentirane kože s glutealne regije pacijenta. Tada su melanociti bili odvojeni u stanične suspenzije koje su bile proširene u kulturi. Područje koje se tretiralo je ogoljeno s dermobraderom i melanocitna presadnica je primijenjena. Između 70 i 85 posto pacijenata su osjetili gotovo kompletnu repigmentaciju njihove kože. Duljina trajanja repigmentacije se razlikovala od osobe do osobe.

### Kožno maskiranje
U blažim slučajevima, dijelovi kože zahvaćeni vitiligom mogu se sakriti šminkom ili ostalim kozmetičkim maskirnim rješenjima. Ako je pogođena osoba blijedog tipa kože, dijelovi kože zahvaćeni vitiligom mogu se učiniti manje vidljivim tako da se izbjegava sunčanje i tamnjenje nezahvaćene kože.

### Preokret
Tradicionalni tretman je aplikacija kortikosteroidnih krema.

### Depigmentacija
U slučajevima opsežnog vitiliga, može se razmatrati i opcija da se nezahvaćena koža depigmentira s topikalnim lijekovima poput monobenzona,mekvinola, ili hidrokinolona da bi se koži donijela jednaka boja. Uklanjanje potpunog kožnog pigmenta s monobenzonom je trajno i snažno. Zaštita od sunca se mora primjenjivati kroz cijeli život kako bi se izbjegle ozbiljne sunčane opekotine i melanom. Za depigmentaciju je potrebno oko godinu dana da bi se cijeli postupak završio.

### Nesegmentalni vitiligo
U nesegmentalnom vitiligu obično je prisutan neki oblik simetričnosti u pojavljivanju na zahvaćenim dijelovima depigmentacije. Nove mrlje se također pojavljuju tijekom vremena i mogu biti generalizirane preko velikih dijelova tijela ili pak lokalizirani na određenom području. Vitiligo u kojem ostanu jako mali dijelovi pigmentirane kože poznat je pod pojmom vitiligo universalis. Nesegmentalni vitiligo se može pojaviti u svakoj dobi, za razliku od segmentalnog vitiliga, koji ima daleko veću učestalost pojavnosti u doba adolescencije.
Tipovi nesegmentalnog vitiliga uključuju:
- Generalizirani Vitiligo: najčešća vrsta uzorka, široko i nasumično zahvaćena područja depigmentacije[15]
- Univerzalni Vitiligo: depigmentacija obuhvaća većinu dijelova tijela[15]
- Fokalni Vitiligo: jedna ili nekoliko raštrkanih makula na jednom području, najčešće se pojavljuje u djece[15]
- Akrofacijalni Vitiligo: područja prstiju i oko usana[15]
- Mukozni Vitiligo: depigmentacija samo mukoznih membrana[15]

### Segmentalni
Segmentalni vitiligo se razlikuje u izgledu, etiologiji i prevalenciji od povezanih bolesti. Liječenje je drukčije nego u onih oboljelih od nesegmentalnog vitiliga. Segmentalni vitiligo je skloniji pogoditi područja kože koja su povezana s dorzalnim korijenovim kralježnice i najčešće je unilateralan. Širi se mnogo brže od nesegmentalnnog vitiliga, i bez liječenja je mnogo stabilniji u tijeku što je povezano s autoimunim oboljenjima i jako uspješnim odgovorom na primjenu topikalnog liječenja.
- Vitiligo na svjetlijoj koži
- Vitiligo na tamnijoj koži

## Diferencijalna dijagnoza
Stanja sa sličnim simptomima uključuju:
- Pityriasis alba
- Tuberkuloidna Lepra
- Postinflamatorna hipopigmentacija
- Tinea versicolor[15]
- Albinizam
- Piebaldizam[15]
- Idiopatska eruptivna hipomelanoza[15]
- Progresivna makularna hipomelanoza[15]
- Primarna adrenalna insuficijencija

## Patogeneza
Vitiligo je poremećaj karakteriziran s fragmentarnim gubitkom pigmentacije kože zbog imunog napada na melanocite. Iako za to nema značajnije potvrde ili dokaza, mnogi doktori vjeruju da su za to zaslužni uzroci u defektima mnogih gena. Varijacije u genima koji su dio imunosnog sustava ili dio melanocita su zajednički povezani s vitiligom. Geni zaslužni za imunosni sustav su povezani s drugim autoimunim oboljenjima.
U jednom slučaju, gen TYR, koji čini melanocite više osjetljivim na imunosni sutav u vitiligu, također čini melanocite jače podložnim na imunosni sutav u kožnom tumoru malignom melanomu. Nadalje,to pokazuje da ljudi s vitiligom koji je uzrokovan TYR genom imaju manju vjerojatnost da će u budućnosti dobiti maligni melanom.
Široka genomska udruga studija je pronašla 10 nezavisnih osjetljivih mjesta za generalizirani vitiligo, odgovornih za 7.4% genetskog rizika. Neki su pacijenti imali vitiligo odvojeno, dok su drugi imali generalizirani vitiligo povezan s ostalim autoimunim bolestima. Većina mjesta je bila povezana s obje forme. (Iznimka je bio PTPN22, koji je povezan samo s generaliziranim vitiligom). U MHC regiji, koja kontrolira imunosni sutav, glavni udruženi signali su bili identificirani u regiji klase I gena (između HLA-A i HLA-HGC9) i regiji klase II gena (između HLA-DRB1 i HLA-DQAA1). Izvan regije MHC gena, povezani signali su pronađeni pokraj RERE, PTPN22, LPP, IL2RA, GZMB, UBASH3A i C1QTNF6 gena, koji su povezani s drugim autoimunim bolestima. TYR enkodira tirozinazu, koja nije komponenta imunosnog sutava, ali je enzim melanocita koji katalizira biosintezu melanina, i glavni autoantigen u generaliziranom vitiligu. Glavni aleli TYR gena su povezani s vitiligom, dok su manji povezani s malignim melanomom. Vitiligo-povezana 402R tirozinaza može se učinkovitije prezentirati imunosnom sutavu. Melanom-povezana 402Q može propustiti identifikaciju imunosnog sustava.
Kod pacijenata s vitiligom ispitivan je transkripcijski profil melanocita. Oligonukleotidni čipovi koji sadrže otprilike oko 16,000 jedinstvenih gena su korišteni za analizu mRNA ekspresije u melanocitima kod oboljelih od vitiliga i kontrolne skupine zdravih pojedinaca s istom dobi. Ukupno, 859 gena je pronađeno kao različito ispoljenim.
Vitiligo je ponekad povezan s autoimunosnim i upalnim bolestima, najčešće s pojačanom ili smanjenom tiroidnom ekspresijom. Istraživanje koje je usporedilo 656 ljudi,s i bez vitiliga u 114 obitelji, pronašla je nekoliko mutacija u NALP1 genu. NALP1 gen, koji je lociran na kromosomu 17 na 17p13, je bitan u kaskadi koja regulira upalu i smrt stanice, uključujući mijeloidne i limfoidne stanice, koje su dio imunosnog odgovora. NALP1 je ispoljen u visokom nivou u T stanica i Langerhansovih stanica, bijelih krvnih stanica koje su uključene u kožnoj autoimunosti. Polimorfizam CD4 je pokazao da je povezan s vitiligom i ostalim autoimunim bolestima poput Diabetes Mellitusa tipa I.
Među upalnim produktima NALP1 su kaspaza 1 i kaspaza 7, koje aktiviraju upalni citokin interleukin-1β. Interleukin-1β je ispoljen u visokim dozama kod pacijenata s vitiligom. Postoje spojevi koji inhibirau kaspaze i interleukin-1β, i tako mogu biti korisni kao lijekovi za vitiligo i ostale povezane autoimune bolesti. U jednoj od mutacija, aminokiselina leucin je u NAPL1 proteinu zamijenjena s histidinom (Leu155->His). Izvorni protein i sekvenca su visoko sačuvani u evoluciji, i pronađeni su kod ljudi, čimpanza, rhesus majmuna što ukazuje na značajnost proteina i da će njegova promjena biti štetna. Addisonova bolest (autoimuno oštećenje adrenalnih žlijezda) može također uzrokovati vitiligo.

## Poznati slučajevi
- Michael Jackson rekao je, da mu je dijagnosticiran vitiligo 1986. godine. U 90-minutnom intervjuu s Oprah Winfrey u veljači 1993., Jackson je tvrdio da nije izbijeljivao kožu.
- Graham Norton, Irska televizijska ličnost.[24]
- Lee Thomas, voditelj vijesti i terenski izvjestitelj za WJBK (Fox) Detroit.[25][26][27]
- Yvette Fielding, britanska TV voditeljica, imala je vitiligo od 11-te godine; a njena majka dobila ga je s 24 godine.[28][29]
- John Wiley Price, povjerenik Dallas Countya.[30]
- Amitabh Bachchan, bollywoodski glumac.[31]
- Scott Jorgensen, UFC borac.[32]
- Daniel Bryan, profesionalni hrvač, WWE superstar.[33]
- Jon Hamm, glumac najpoznatiji po ulozi u Mad Men.[34]
- John Henson, jedan od voditelja ABC's Wipeout.[35]

## Vanjske poveznice
- Vitiligo
- Vitiligo Treatment | Uv Therapy  Arhivirana inačica izvorne stranice od 2. svibnja 2012. (Wayback Machine)

|  | Molimo pročitajte upozorenje o korištenju medicinskih informacija. Ne provodite liječenje bez savjetovanja s liječnikom! |